# Carlos Enrique Herrera Gutiérrez

Wappen von Carlos Enrique Herrera Gutiérrez

Carlos Enrique Herrera Gutiérrez OFM (* 21. Dezember 1948 in Managua, Nicaragua) ist ein nicaraguanischer Ordensgeistlicher und römisch-katholischer Bischof von Jinotega sowie Vorsitzender der Bischofskonferenz von Nicaragua.

## Leben
Carlos Enrique Herrera Gutiérrez trat in die Ordensgemeinschaft der Franziskaner ein und empfing am 10. Januar 1982 das Sakrament der Priesterweihe. 
Am 10. Mai 2005 ernannte ihn Papst Benedikt XVI. zum Bischof von Jinotega. Der Erzbischof von Managua, Leopoldo José Brenes Solórzano, spendete ihm am 24. Juni desselben Jahres die Bischofsweihe; Mitkonsekratoren waren der Apostolische Nuntius in Nicaragua, Erzbischof Jean-Paul Aimé Gobel, und der emeritierte Bischof von Jinotega, Pedro Lisímaco Vílchez.
Im November 2021 wurde er zum Vorsitzenden der Bischofskonferenz von Nicaragua gewählt.
Am 12. November 2024 wurde Herrera Gutiérrez vom Ortega/Murillo-Regime von Nicaragua nach Guatemala zwangsexiliert.